# Koninklijke Asscher Diamant Maatschappij

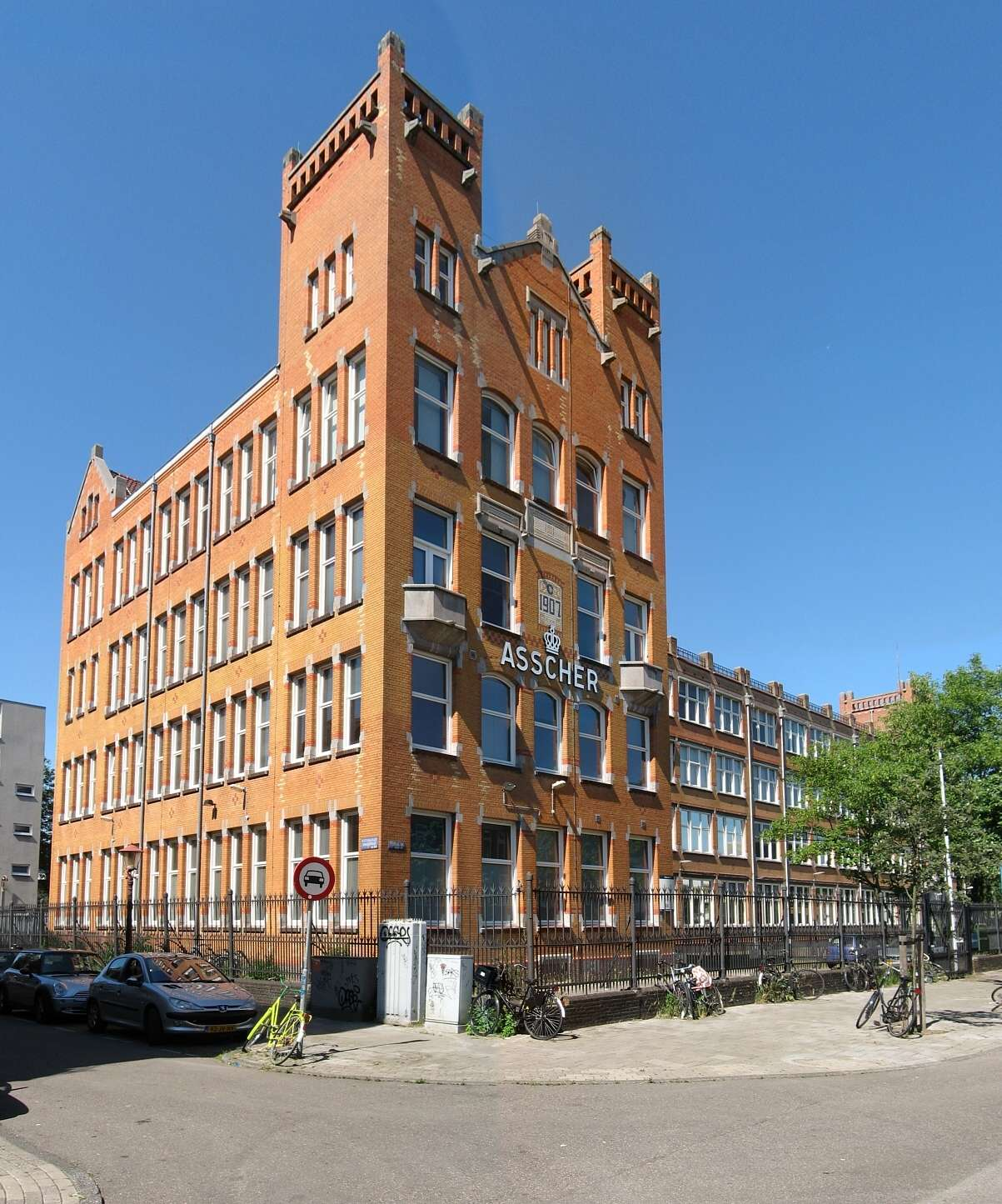
Diamantslijperij Asscher in Amsterdam

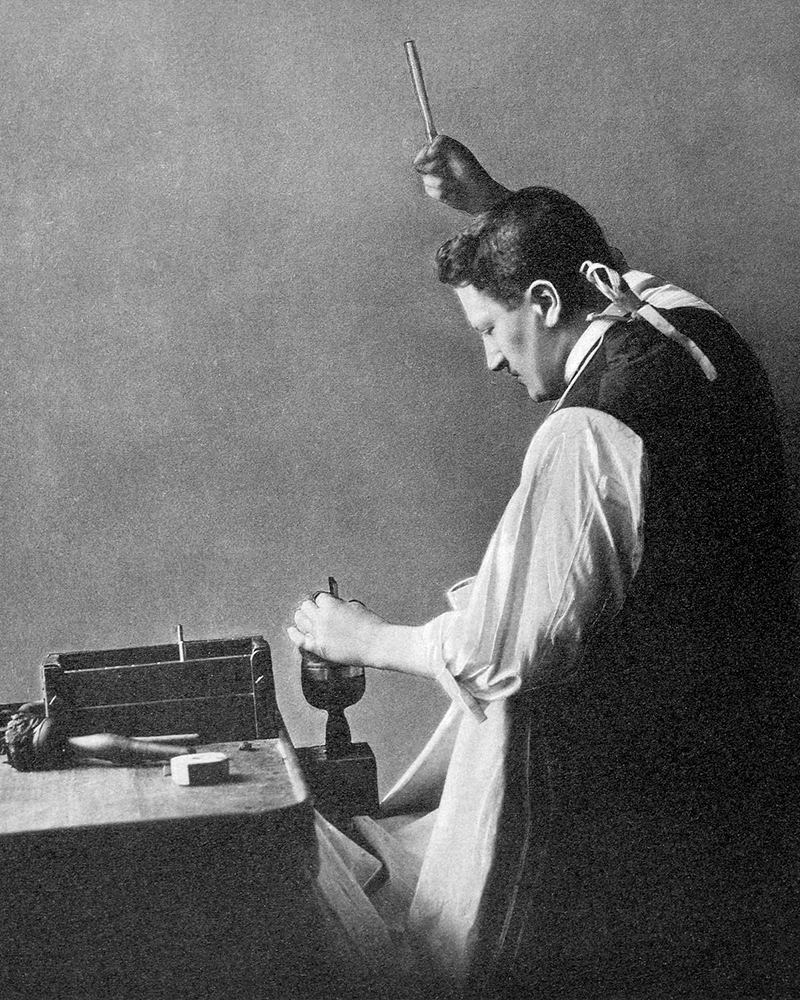
Joseph Asscher klooft de Cullinandiamant

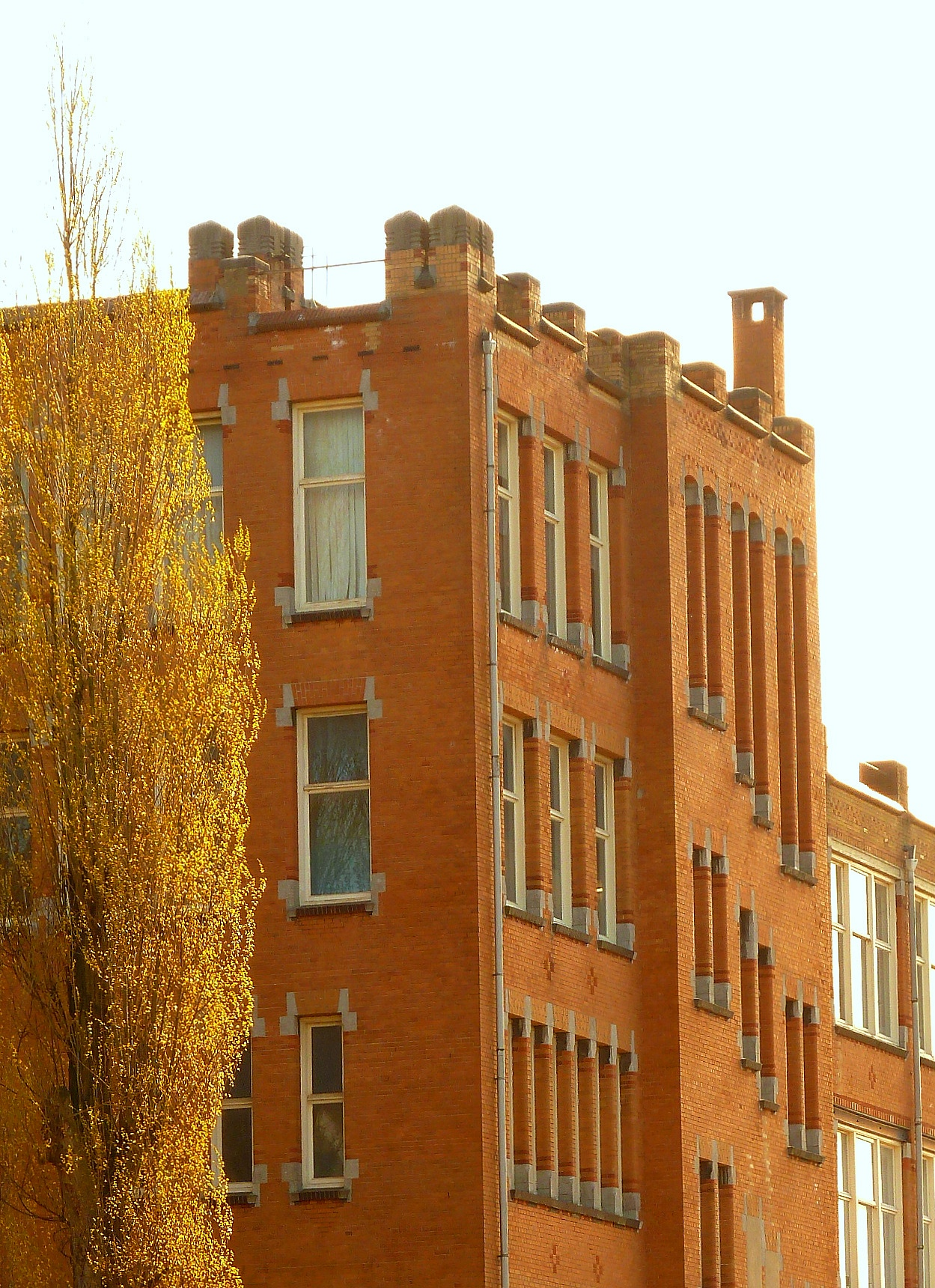
Het Asschergebouw vanaf de Amsteldijk, tijdelijk van daar zichtbaar na de sloop van een deel van het Gemeentearchief

De Koninklijke Asscher Diamant Maatschappij (Engels: Royal Asscher Diamond Company) is een diamantslijperij in Amsterdam.

## Geschiedenis
Het bedrijf werd in 1854 aan de Nieuwe Achtergracht in Amsterdam opgericht door de diamantslijper Joseph Isaac Asscher (1816-1893) onder de naam ‘firma I.J. Asscher’ (de initialen van zijn oudste zoon Isaac Joseph gebruikend).
Hij deed goede zaken tijdens de Kaapse tijd (1870-1880), de bloeitijd van de diamanthandel na de ontdekking van de diamantvelden in Zuid-Afrika. Asscher behoorde bij de eerste afnemers ('zichthouders') van het De Beers kartel.
Rond 1900 kwam de firma in handen van twee kleinzoons van de oprichter, Abraham (1880-1950) en Joseph Asscher (1871-1937). Joseph was een gerenommeerde diamantslijper.
In 1902 ontwikkelde en patenteerde hij de zogenaamde Asscher cut, een opvallende achthoekige slijpvorm die meteen bij de elite in trek was. Ze was 's werelds eerste gepatenteerde slijpvorm voor diamanten. Deze slijpvorm zorgt voor een vierkante vorm met een groot tafelfacet, met een afgesneden paviljoen en afgesneden hoeken. Deze wijze van slijpen heeft een grote gelijkenis met de emerald-slijpvorm, maar de Asscher-slijpvorm is vierkant en de emerald-slijpvorm is rechthoekig. Daarom wordt het ook wel een 'vierkante emerald' genoemd. Door het grote en open tafelfacet zijn kleine afwijkingen of oneffenheden gemakkelijker te ontdekken dan bij andere slijpvormen. Kleur, helderheid en zuiverheid komen door de vorm goed tot hun recht. De belangstelling voor varianten van de Asscher cut was hoog tijdens de art deco (1910-1930) toen strakke geometrische vormen hoogtij vierden.
De firma Asscher zou in 1903 de Excelsior kloven, op dat moment de grootste ruwe diamant ter wereld. In 1907 mocht Joseph Asscher de Cullinan kloven. Dit was de grootste ruwe diamant aller tijden, in 1905 in Zuid-Afrika gewonnen en door de regering van Transvaal aan koning Eduard VII geschonken. Joseph Asscher schijnt tijdens de onderhandelingen in Londen, tegen koning Eduard VII gezegd te hebben: "Sire, er is mij nog nooit een ongeluk gebeurd met een grote steen, op één keer na, toen er een in plaats van in tweeën, in drieën ging!", waarop de koning hem zakelijk antwoordde: "Then, allright". Het kloven en slijpen van de diamant verliep volgens plan en de naam Asscher was internationaal voorgoed gevestigd.
De firma liet in 1906 door architect Gerrit van Arkel een nieuwe diamantslijperij bouwen in De Pijp. Het gebouw stond toen aan de rand van de stadsbebouwing van Amsterdam. De diamantslijperij was dermate belangrijk dat de straten van de stadsuitbreiding die daar later tot stand kwam namen van edelstenen kregen en de wijk de naam Diamantbuurt kreeg. Het gebouw staat geregistreerd als rijksmonument nr. 527800.
Hoewel er geen diamanten meer geslepen worden, gebruikt de firma Asscher nog enkele verdiepingen van het gebouw. In 1914 tijdens de Eerste Wereldoorlog heeft familie Asscher 250 Belgische vluchtelingen opgevangen in de toen nieuwe diamantslijperij.
Na het succes met de Cullinan diamant opende Joseph Asscher een filiaal in Parijs. Zijn broer Abraham Asscher bleef in Amsterdam om de firma aldaar te leiden samen met een nog andere broer, Jacob Asscher (1891-1977). Abraham was in de oorlog lid van de Joodse Raad en werd uiteindelijk in 1943 zelf op transport gesteld. Na concentratiekamp Bergen-Belsen overleefd te hebben en teruggekeerd te zijn in Nederland, werkte hij met Jacob nog enkele jaren aan de wederopbouw van het familiebedrijf. De firma komt pas weer tot bloei onder twee zoons van Abraham: Joseph (Joop) Asscher (1912-1981) en Lodewijk Asscher (1914-2001). Later werd het geleid door de zoon van deze laatstgenoemde Lodewijk: Edward Asscher (geboren 1946) en de dochter en zoon van Edward, Lita (geboren 1977) en Mike (geboren 1980).
Sinds de toekenning in 1980 van het predicaat Koninklijk heet het bedrijf Koninklijke Asscher Diamant Maatschappij.

## Trivia
Tussen 1983 en 1997 was het NINT gevestigd in het gebouw aan de Tolstraat.